# Huttons Ambo
Huttons Ambo – wieś i civil parish w Anglii, w North Yorkshire, w dystrykcie (unitary authority) North Yorkshire. W 2011 roku civil parish liczyła 270 mieszkańców.